# Michael Illbruck

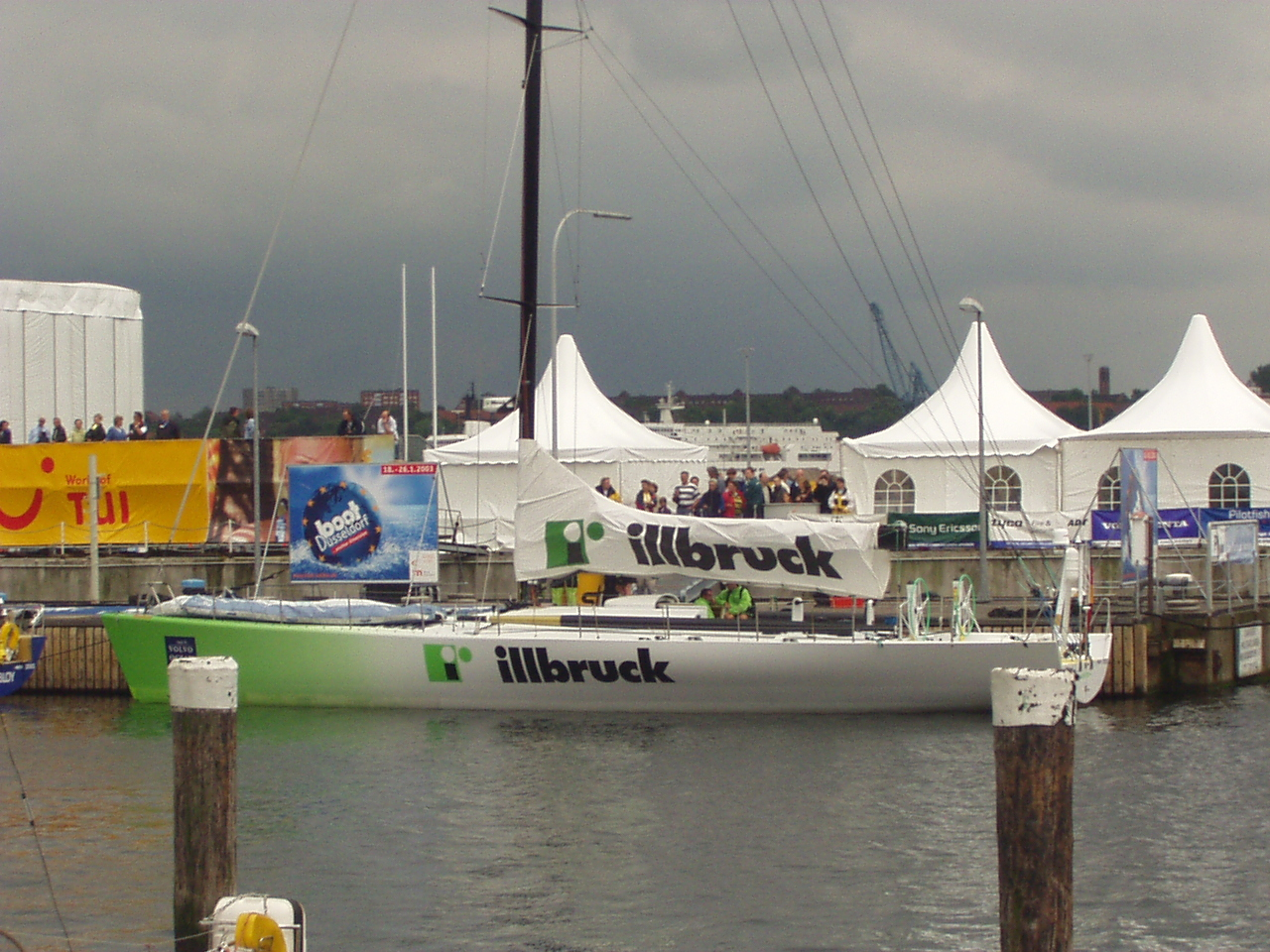
Die Illbruck im Zielhafen Kiel 2002

Michael Illbruck (* um 1965) ist ein deutscher Unternehmer und Segelsportler.
Der Sohn des deutschen Segelpioniers Wilhelm Gustav Illbruck war Gesellschafter der Firma Illbruck GmbH für Kunststofftechnik (heute Carcoustics). Er gewann mit seinem Boot Illbruck, das vom US-Amerikaner John Kostecki geskippert wurde, als erster deutscher Teilnehmer 2001/02 das Volvo Ocean Race. Mit Tony Kolb war auch ein deutscher Profisegler als Vorschiffsmann mit an Bord.
Eine geplante Teilnahme beim America’s Cup 2003 musste wegen fehlender Sponsorengelder abgesagt werden. Eine Yacht, die GER 68, war schon gebaut worden, das Boot wurde dann an die Neuseeländer ausgeliehen. Im Jahre 2006 wäre Illbruck fast an Bord der ersten deutschen AC-Kampagne von United Internet gewesen, es gab jedoch Differenzen mit dem Teameigner Ralph Dommermuth. Danach folgte eine kurze Episode in der TP-52-Klasse und 2008 in der Melges 32.
Illbruck verlegte sich danach auf den Automobilsport und fuhr im Porsche 911 GT3 Cup. 2016 wurde er mit John Kostecki und dem Italiener Federico Michetti Weltmeister in der Melges-20-Klasse vor Scarlino in Italien.
Am 1. August 2020 wurde Illbruck zum Commodore des Yacht Club Costa Smeralda in Porto Cervo auf Sardinien gewählt.